# Maison au 4, rue du Maréchal-Leclerc à Surbourg
La maison au 4, rue du Maréchal-Leclerc est un monument historique situé à Surbourg, dans le département français du Bas-Rhin.

## Localisation
Ce bâtiment est situé au 4, rue du Maréchal-Leclerc à Surbourg.

## Historique
L'édifice fait l'objet d'une inscription au titre des monuments historiques depuis 1984.

## Architecture

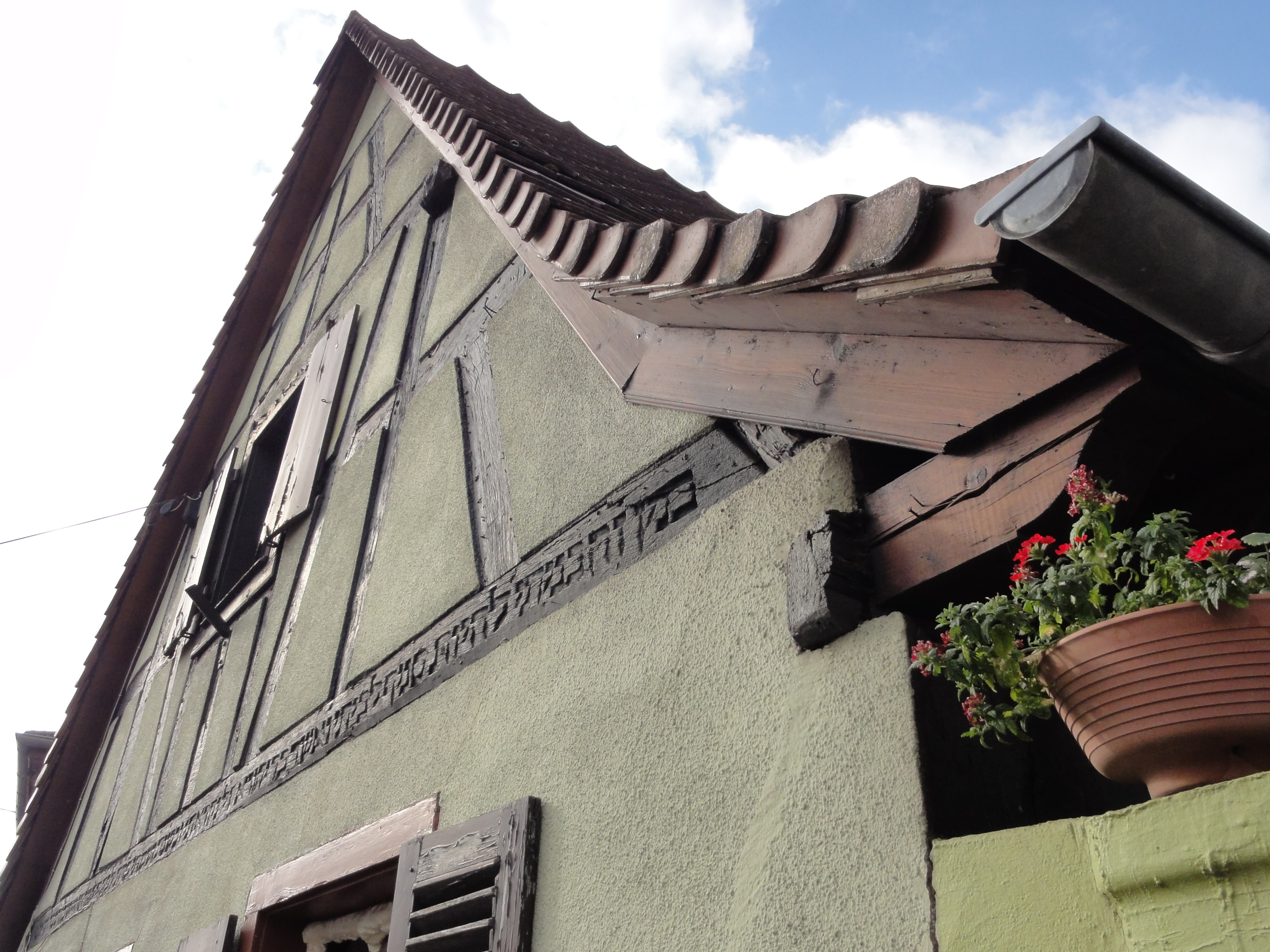